# 図書館流通センター
株式会社図書館流通センター（としょかんりゅうつうセンター、英: TRC Library Service Inc.）は、図書館向け書籍販売、図書館管理業務の受託などを行っている企業である。本社は東京都文京区大塚三丁目（大塚女子アパートの跡地）。

## 沿革
慢性的な赤字体質に陥っていた日本図書館協会整理事業部の業務を引き継ぐための会社として、取次などの出版界や、石井昭が設立した図書館向けの図書販売会社「学校図書サービス」から協力を得て、1979年（昭和54年）12月に設立された。
出資者は日本図書館協会のほか、学校図書サービス、出版取次6社（日本出版販売、東京出版販売、大阪屋、栗田出版販売、日教販、太洋社）、出版社11社（講談社、小学館、平凡社、新潮社、偕成社、誠文堂新光社、晶文社、福音館書店、東京大学出版会、雄山閣出版、大明堂）の計19社。出版界からの理解を得ることができたのは講談社社長代行(のち会長)・日本書籍出版協会理事長であった服部敏幸の協力によるもので、服部は図書館流通センターの初代社長を務めている。副社長は日本図書館協会から人を出すことになっており、初代副社長は弥吉光長であった。
設立後は順調に業績を伸ばし、日本図書館協会整理部の負債を返済した。
1993年（平成5年）に「学校図書サービス」と合併、2010年（平成22年）2月1日には丸善株式会社と共同持株会社CHIグループ株式会社（現・丸善CHIホールディングス株式会社）を設立しその傘下となった。同月には創業時からのメイン取次であったトーハンとの取り引きを解消し、日本出版販売（日販）へと変更した。
2013年（平成25年）には関西支社を大阪府吹田市に開設、また本社を東京都文京区大塚に移転した。2014年（平成26年）には株式会社明日香の株式譲渡を受け、保育サービスに新規参入。2015年（平成27年）には愛知県名古屋市中区に中部支社を開設した。2016年（平成28年）には電子図書館サービスをめぐって、図書館流通センターと大日本印刷株式会社、株式会社日本電子図書館サービスと資本提携を結んだ。
2017年（平成29年）には北海道札幌市豊平区に北海道支社を開設。2018年（平成30年）には福岡市博多区東比恵に九州支社を開設。2020年（令和２年）には福岡県久留米市長門石に図書在庫・装備センター「久留米ブックナリー」を開設。2021年（令和３年）には広島県広島市南区に中四国支社を、宮城県仙台市青葉区に東北支社を開設。
2023年（令和５年）には軽自動車の移動図書館車「LiBOON」の販売を開始し、LiBOON第一号が2月15日に高知県四万十町に納車された。。

## 業務
図書館流通の中心的な存在であり、発売から10日程度で装備済みの図書を納品する「新刊急行ベル」、逐次刊行物などを自動で納品する「新継続」、図書館からの注文に備え在庫をおく「ストック・ブックス」の3つの物流システムを展開している。
日本の民間MARCのひとつである「TRC MARC」は公共図書館への提供に実績があり、トーハンの書誌情報検索システム、日本書店商業組合連合会のMARC、国立情報学研究所のNACSIS-CATの参照MARCなどとしても利用されている。2021年（令和３年）にはTRC MARCの累積件数が400万件を突破した。
また、図書館の業務委託業界においても筆頭であり、1996年（平成8年）6月に福岡市総合図書館の管理運営業務を受託、2004年（平成16年）10月にはPFI方式による日本初の図書館・桑名市立中央図書館を開館した。2007年の時点で公共図書館65、大学図書館10、専門図書館7（計82）、2012年（平成24年）4月1日現在で公共図書館329、学校図書館11、専門図書館10（計350）の運営を受託。2025年（令和７年）1月1日現在では、公共図書館597、学校図書館32自治体・組織 902校、大学図書館2、その他の施設（博物館など）19の運営を受託している。
図書館向け以外の業務としては、2000年（平成12年）からオンライン書店・ビーケーワンの運営を行っていたが、2012年（平成24年）5月に2Dfactoが運営する「honto」に統合された。
デジタルに関連した事業としては、大日本印刷株式会社が「電子図書館サービス」を開発し、2010年（平成22年）10月より公共図書館向けに販売を開始した。図書館流通センターが公共図書館向けに販売を担当し、2011年（平成23年）1月には堺市立図書館（大阪府）に初導入された。2013年（平成25年）10月には大日本印刷、日本ユニシス、丸善、図書館流通センターの４社で、より利便性が高い電子図書館サービスへのリニューアルを共同で実施した。
2016年（平成28年）10月には大日本印刷と図書館流通センターが、日本電子図書館サービス（以下:JDLS）と資本提携し、JDLSが強みを持つ新刊小説やライトノベル、話題の実用書などのタイトルが電子図書館で提供可能となった。
2018年（平成30年）10月にはスイスのビブリオテカ社と提携し、同社の150万タイトルを超える洋書の電子書籍を全国の公共図書館、学校図書館に提供することに基本合意した。2018年9月時点での全国の公共図書館のうち電子図書館の導入数は、63自治体（220館）。
2019年（平成30年/令和元年）4月に電子図書館サービス「LibrariE ＆ TRC-DL」はアクセシビリティを強化し、総務省が推奨するWebアクセシビリティの手順書である「みんなの公共サイト運用ガイドライン」に基づいて、JIS X 8341-3:2016※の適合レベル「AA」に準拠した。また、「視覚障害者利用支援サイト（テキスト版サイト）」のユーザインタフェースを拡充することで、より利便性の高いサービス提供を実現した。2024年（令和6年）6月には、オーディオブック配信サービス「audiobook.jp」を運営する株式会社オトバンク（本社：東京都文京区、代表取締役社長：久保田 裕也、以下「オトバンク」）と連携し、TRCが提供する電子図書館サービス「LibrariE & TRC-DL」にオーディオブックの搭載を開始した。2024年（令和6年）8月時点での全国の公共図書館のうち「LibrariE & TRC-DL」の導入自治体数は404自治体となり、全国の1,788自治体のうち、電子図書館サービス「LibrariE & TRC-DL」の普及率は約 22％となった。

## 評価
2019年（平成31年）秋に開館することが決まった和歌山市のいわゆる"ツタヤ図書館”の入札では自治体が設定する上限額に対する事業者側の入札額が、図書館流通センターは99.998%、CCCは99.035%であり、「落札率99％なんて通常ではありえない」と週刊プレイボーイで指摘されている。
地元書店にとって、公共図書館をはじめとした図書館への納入は大規模かつ、定期的な収入が確保できるいわゆる「お得意先」であるが、図書館流通センターによる納入・書誌情報（TRC MARC）・装備等、図書館に特化したパッケージに、その「お得意先」が奪われることが相次ぎ、書店業界との対立関係を指摘されることがある。
一方、丸善CHIホールディングスは2025年１月期～2029年１月期の経営計画で、グループ全体で取り組む事業の１つとして「書店と図書館との一体展開」を挙げた。「書店数減少が進む中、図書館と書店の隣接設置など書籍と接する機会の拡大に貢献する」とし、グループ内に書店事業を持つことを強みとした公設民営型書店の提案強化を狙う。2015年10月に書店と図書館を融合させるべく、丸善雄松堂が埼玉県桶川市のＪＲ桶川駅西口前の商業ビル「おけがわマイン」内にオープンした「OKEGAWA　honプラス＋」は、おけがわマインの３階に位置し、丸善雄松堂、ビルを運営する新都市ライフホールディングス、桶川市の３者が共同運営する。380坪の丸善桶川店、457坪の桶川市立中央図書館を併設し、図書館はＴＲＣが指定管理者として運営している。図書館には書店の在庫状況が分かる検索端末を設置、書店にも図書館蔵書の検索端末を置いている。それにより、図書館で予約が多くて借りられない本を書店で購入、絶版で購入できない本を図書館で借りられる流れをつくった。書店店長と図書館長は同様に、書店と図書館の併設について「本と出会う機会を増やす効果がある」と前向きに語った。